# Agrodiaetus centralitalica
Agrodiaetus centralitalica är en fjärilsart som beskrevs av Franz Dannehl 1927. Agrodiaetus centralitalica ingår i släktet Agrodiaetus och familjen juvelvingar. Inga underarter finns listade i Catalogue of Life.